# Bercken (Adelsgeschlecht)

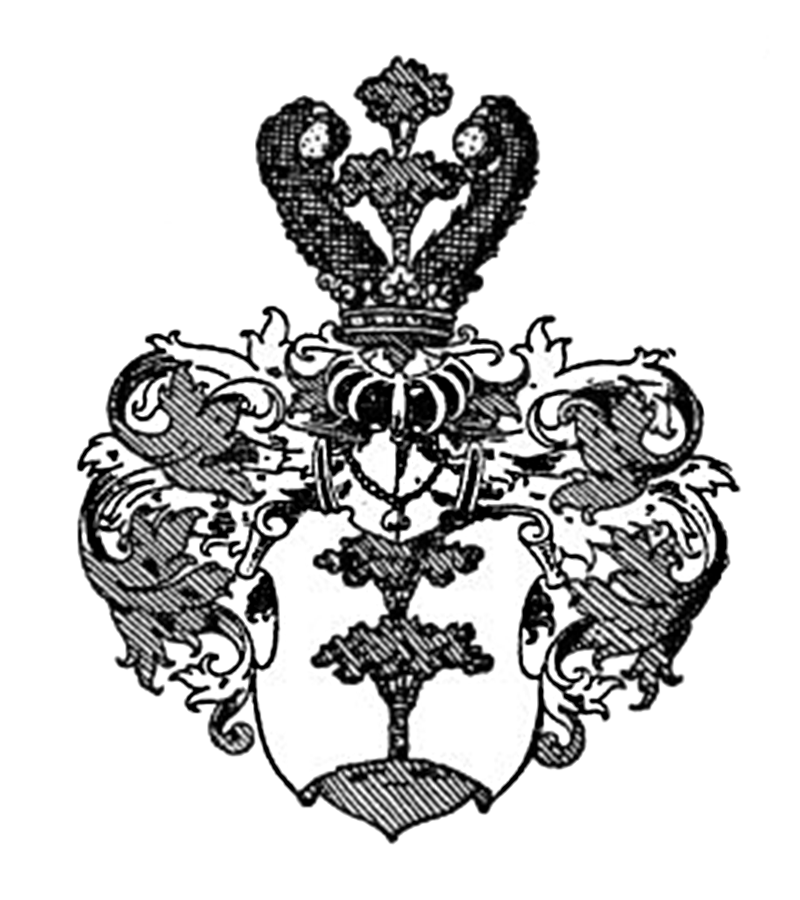
Wappen derer von Berckhen

Bercken ist der Name eines westfälisch-baltisch-preußischen Adelsgeschlechts.

## Geschichte
Die Bercken sind ein westfälisches Adelsgeschlecht und wurde mit Gobelinus de Bercke, einen Kölnischen Patrizier, im Jahr 1354 erstmals urkundlich genannt. Der Ursprung der Familie wird auf einem Rittersitz im Kreis Altena vermutet, wo bis in jüngerer Zeit zwei Höfe den Namen Bercken tragen. Im 16. Jahrhundert stellten die Bercken häufiger Richter. Sie siedelten nach Kurland über, wo sie 1631 in die II. Klasse der Kurländische Ritterbank immatrikuliert wurden. Von dort wanderten sie nach Preußen ein, wo sie zahlreich den Soldatenberuf ausübten.

## Wappen
In Silber eine natürliche Birke auf grünem Hügel. Auf dem Helm mit grün-silbernen Decken zwischen zwei schwarzen Bärentatzen, welche je eine goldene Kugel emporhalten, die Birke.

## Bekannte Familienmitglieder
- August von Bercken (1795–1864), preußischer Generalmajor
  - Fedor von Bercken (1837–1913), preußischer Generalleutnant
- Rudolf von Bercken (General, 1824) (1824–1898), preußischer General der Infanterie
  - Rudolf von Bercken (General, 1859) (1859–1920), preußischer Generalmajor
    - Werner von Bercken (1897–1976), deutscher Generalleutnant

  - Franz von Bercken (1863–1922), preußischer Generalmajor[1]
- Erich von der Bercken (1885–1942), deutscher Kunsthistoriker